# James Dewar
James Dewar (Kincardine-on-Forth, Škotska, 20. rujna 1842. – London, 27. ožujka 1923.) je bio škotski kemičar i fizičar, a najpoznatiji je po otkriću Dewarove posude, koja je kasnije iskorištena za vrlo praktičnu primjenu termos-boce. Oko 25 godina je radio i na području atomske i molekularne spektroskopije. Sveučilišni profesor u Cambridgeu (od 1875.) i profesor Kraljevskog instituta u Londonu (od 1877.). Istraživao fiziološko djelovanje svjetlosti na vid, bavio se spektroskopijom. Najpoznatiji je njegov rad u fizici niskih temperatura. Prvi proizveo tekući (1898.) i kruti (1899.) vodik. Po njem je nazvan krater na Mjesecu (Dewar (krater)). Dewarova posuda ili Dewarova boca posuda je dvostrukih stijenki između kojih je vakuum (danas termos-boca). Namijenjena je čuvanju toplinski izoliranih tvari, na primjer jako hladnih tekućina i ukapljenih plinova.

## Životopis
Rodio se u škotskoj obitelji kao najmlađi od šestero dječaka. Roditelji su mu umrli kad je imao 15 godina. Školovao se u Edinburghu i kasnije u Gentu (Belgija).
Od 1867. radi na proučavanju benzena i otkrio je nekoliko njegovih formula. Interesantno je da jednu od formula benzena, koja se naziva ponekad i Dewarov benzen, on nije bio zaslužan za nju. 1877. postaje profesor kemije na Sveučilištu Cambridge. U početku je radio najviše u području organske kemije, da bi kasnije nastavio s proučavanjem električnog luka. Proučavao je i djelovanje svjetlosti na mrežnicu oka. Od 1878. počinje raditi na spektroskopiji i svojstvima kemijskih elemenata na niskim temperaturama.
Poznat je u znanosti i kao znanstvenik koji je radio na ukapljivanju plinova i proučavanjima temperatura koje se bliže apsolutnoj nuli. Sagradio je stroj koji je mogao stvoriti ukapljeni kisik, da bi kasnije uspio dobiti i kisik u krutom stanju. Dokazao je da tekući kisik i ozon jako privlači magnetsko polje magneta. Da bi mogao sačuvati tekuće plinove duže vrijeme, osmislio je Dewarovu posudu, po čemu je postao i najpoznatiji. To otkriće mu nije donijelo veliku materijalnu korist, jer je poduzeće Thermos L.L.C. dobilo patent za otkriće termosice.
Veliki je trud uložio u dobivanju tekućeg helija, koji prelazi u tekuće stanje na temperaturi −268,9 °C, ali nije uspio to prvi ostariti, jer je u to vrijeme bilo vrlo teško nabaviti sami čisti helij. Malu količinu koju je imao njegov je pomoćnik greškom ispustio u okolni zrak. Prije njega tekući helij je uspio dobiti Heike Kamerlingh Onnes, koji je za to ostvarenje dobio i Nobelovu nagradu za fiziku 1913. 
1905. je počeo istraživati svojstvo drvenog ugljena koji kod niskih temperatura snažno upija plinove, što je iskoristio za stvaranje jakog vakuuma, posebno za potrebe atomske fizike. Nakon kraja Prvog svjetskog rata radio je na proučavanju površinske napetosti mjehurića sapunice.